# Valentin Radutiu
Valentin Radutiu (* 1986 in München) ist ein deutscher Cellist rumänischer Abstammung.

## Werdegang
Radutiu erlernte das Cellospiel von seinem Vater Emil Radutiu, einem Cellist des Münchner Rundfunkorchesters. Dieser war 1977 aus Rumänien geflüchtet, indem er sich mit Cello und Konzertkleidung bei einer Konzertreise seines Orchesters absetzte.
Später studierte Radutiu in Salzburg, Wien und Berlin bei Clemens Hagen, Heinrich Schiff und David Geringas. Valentin Radutiu lebt in Berlin.

## Auszeichnungen
Von der Süddeutschen Zeitung für seinen „aufregend eigenen, energiereichen, in der Höhe berückend singenden, in den tiefen Registern stets klar konturierten, männlichen Ton“ gerühmt, zählt Valentin Radutiu zu den aufstrebenden Cellisten seiner Generation.
Vielfach geehrt beim Wettbewerb „Jugend musiziert“, erlangte er 2008 den 1. Preis des Internationalen Karl Davidov Wettbewerbes in Riga. 2011 wurde er mit dem Musikpreis der Deutschen Wirtschaft geehrt. 2012 gewann Valentin Radutiu den 2. Preis beim Internationalen Enescu-Wettbewerb in Bukarest. Ab der Spielzeit 2012/13 wurde Valentin Radutiu als „stART“-Künstler von Bayer Kultur mit Konzerten und Projektförderung unterstützt.

## Zusammenarbeit
Valentin Radutiu konzertierte u. a. mit folgenden Orchestern:
- Deutsches Symphonie-Orchester Berlin
- Deutsche Kammerphilharmonie Bremen
- MDR-Symphonieorchester Leipzig
- Deutsche Radiophilharmonie Saarbrücken-Kaiserslautern
- Radiosymphonieorchester SWR Stuttgart
- Enescu-Philharmonie Bukarest
- Radio-Sinfonieorchester Bukarest
- Latvian National Symphony Orchestra
- Prague Philharmonia
- Hong Kong Sinfonietta
- World Youth Symphony
- Münchener Kammerorchester
- Stuttgarter Kammerorchester
- Württembergisches Kammerorchester Heilbronn
- Camerata Salzburg

Zu seinen  Kammermusikpartnern zählten u. a. das Hagen-Quartett, Ewgeni Boschanow, Antje Weithaas, Julian Steckel, Ib Hausmann, Diana Ketler, Alissa Margulis, Igor Ozim, Alina Pogostkina, Razvan Popovici, Rolando Villazón und die 12 Cellisten der Berliner Philharmoniker.
Radutiu spielte unter den Dirigenten Jiří Bělohlávek, Wolfram Christ, Ruben Gazarian, Gustavo Gimeno, Pablo Gonzales, Stanislaw Kochanowski, Jérémie Rhorer, Leoš Svárovsky und Radoslaw Szulc.

### Bühnen
Er trat u. a. auf in der: Hong Kong City Hall, Berliner Philharmonie, und Konzerthaus Berlin, Münchner Philharmonie im Gasteig, Herkulessaal München, Prinzregententheater München, Glocke Bremen, Rheingoldhalle Mainz, Great Guild Hall Riga, dem Athenäum in Bukarest sowie bei zahlreichen Festivals (u. a. Schleswig-Holstein Musik Festival, Heidelberger Frühling, Cellobiennale Amsterdam, Intermezzo Vilnius, Hong Kong Arts Festival, SoNoRo Festival Bukarest).

## Diskographie
Mit dem Pianisten Per Rundberg hat Radutiu mehrere CD-Einspielungen veröffentlicht: Neben der 2011 erschienenen Debüt-CD liegen ein Album mit Werken von Lalo, Ravel und Magnard und die als Referenzaufnahme gerühmte erstmalige Gesamteinspielung der Werke für Violoncello und Klavier von George Enescu bei Hänssler Classic vor. Die Ersteinspielung des Cellokonzertes und der Cello-Kammermusik von Peter Ruzicka auf CD dokumentiert die intensive Zusammenarbeit mit dem Komponisten und Dirigenten. Nach dem Album „Remembering the rain“ an der Seite des Jazzpianisten Benjamin Schaefer, ist zuletzt eine Einspielung klassischer Cellokonzerte mit dem Münchener Kammerorchester erschienen. Nächste Veröffentlichungen bei Hänssler Classic sind Cellokonzerte von Haydn, Janson und Christian Bach mit dem Württembergischen Kammerorchester Heilbronn sowie eine Duo-Einspielung mit dem Pianisten Ewgeni Boschanow und Werken von Sergei Wassiljewitsch Rachmaninow und Pjotr Iljitsch Tschaikowski.
- 2016: Joseph Haydn: Konzert für Violoncello und Streicher Nr. 1 C-Dur

Wolfgang Amadeus Mozart: Konzert für Violoncello D-Dur (nach dem Hornkonzert KV 447)
Carl Philipp Emanuel Bach: Konzert für Violoncello B-Dur Wq. 171
mit dem Münchener Kammerorchester unter Stephan Frucht
- 2015: Remembering The Rain – A Jazz View

mit Benjamin Schaefer (Klavier) und Marcus Rieck (Schlagzeug)
- 2014: Peter Ruzicka: Werke fur Violoncello, Valentin Radutiu Violoncello, Per Rundberg Klavier, Camerata Salzburg, Dirigent: Peter Ruzicka

- 2013: George Enescu: Sämtliche Werke für Violoncello und Klavier (erstmalige Gesamteinspielung)

mit Per Rundberg (Klavier)
- 2012: Édouard Lalo: Sonate für Violoncello und Klavier

Albéric Magnard: Sonate für Violoncello und Klavier op. 20
Maurice Ravel: Sonate für Violine und Klavier (bearb. für Violoncello) mit Per Rundberg (Klavier)
- 2011: Robert Schumann: Fünf Stücke im Volkston, Op. 102 César Franck: Cellosonate A-Dur

Peter Ruzicka: Recitativo für Cello und Klavier (Erstaufnahme) Camille Saint-Saëns: Introduction & Rondo capriccioso, op. 28 mit Per Rundberg (Klavier)

## Instrument
Radutiu spielt ein Violoncello von Francesco Ruggieri (Cremona, 1686).